# محمد السيد محسن
محمد السيد محسن، إعلامي عراقي وكاتب صحفي، ذو انتماء عروبي، له برنامج البوصلة، يُعدّه ويقدمه لقناة الشبكة العربية للأخبار anb، عملَ في عدة مؤسسات إعلامية، كالجزيرة والعربية وام بي سي والفرنسية الثانية والغد العربي، والشرقية، له اطلاع على أحوال الأحزاب السياسية وأشخاصها، التحق بالخدمة الإلزامية في حرب القادسية الثانية وأَسرتُهُ قوات جلال الطالباني وسلمتهُ إلى الحكومة الإيرانية، وقضى هناك بضع سنوات أسيراً، ثم أطلقته الحكومة الإيرانية، وبقي في إيران، وأصبح هنالك معارضاً لحكم صدام حسين، غيرَ أن معارضته كان سلمية إعلامية، ثم عاد إلى العراق في التسعينات، وُلدَ محمد في مدينة البصرة التي انتقل إليها أبوه في الخمسينيات، من ناحية المنار بمحافظة ذي قار، ليعمل الأب في موانئ البصرة، قال محمد «أصولنا الناصرية، استقر أبي.. بحكم وظيفته وانتمائه للحزب الشيوعي، بداية الخمسينيات.. في البصرة، حيث ولدت قرب الموانئ»، وقد كان أخو محمد وأبوه منتميين للحزب الشيوعي، ولهما حسب وصفه بصمة في نضال اليسار العراقي، درسَ محمد في كلية الفنون الجميلة، قال عن دراسته «أُلحِقتُ قسراً بقسم الرسم الهندسي في معهد تكنولوجيا النجف، بعد شهر من الدوام في كلية الفنون الجميلة عام 1982...أكملتُ الدراسة وأديت الخدمة العسكرية، ومنها أُسرتُ يوم 11 آذار 1988، لخمس سنوات وسبعة أشهر وسبعة عشر يوماً»، قال في مقابلة مع جريدة الصباح نُشرت يوم 29 كانون الأول سنة 2019، «العمل مع وسائل إعلام محترفة هو ما يحتاجه الصحفي العراقي، الذي يؤخذ عليه تبني تبعية القنوات للأحزاب التي تفرض آيديولوجيتها على الخطاب الإعلامي، وهذا موضوع أطروحة الدكتوراه الذي أناقشه في بحثي المقدم إلى جامعة القاهرة حاليا»، ألّف محمد كتابه (الأخيذ) وقال في وصفه «كتابي الأخير (الأخيذ) وثقتُ للمسكوت عنه من فترة الأسرى العراقيين في السجون الإيرانية والمعاناة التي واجهوها، وتغلبَ بعضُهم عليها، ناجين بكرامتهم وحياتهم، بينما استسلمَ آخرون لضغوط الأسر وتداعياته.. وآخرون لم يتحملوا تلك النقلة في الحياة» وقال «وثقتُ لرجال بسطاء، أصبحوا أبطال حكايات، وهذه دلالة على أن التاريخ لا يُغفل شيئا»، يعمل محمد على تأليف كتاب سمّاه «العراق الانكلو اميركي» يتضمن مقارنة بين حال العراق حين احتلّهُ الإنكليز وأشرفوا على حكومته من سنة 1921 حتى سنة 1958، وحال العراق منذ الاحتلال الأمريكي سنة 2003، وقال «اعتمدت في هذه المقارنة على كتاب نادر» هذا هو العراق«نشرَهُ عبد الكريم أبو التمن عام 1951 موضحا ملامح الوضع وقتذاك، ببساطة مفصلة»، اتخذ محمد محسن في برنامجه البوصلة أسلوب قارئ الخبر ثم المحلل له، قال محمد إن برنامجه «نوع جديد من الإعلام الاستقصائي الذي ينقل وجهات نظر الشعب إلى الجمهور، حيث يأخذ الصحفي دورين التقديم التلفازي والتحليل للأحداث، وهذا النمط لم يكن موجوداً في الإعلام العراقي وأشاهد اليوم كثيرين بدؤوا يقلدونه»، روى محمد قصة أسره في برنامج شهادات خاصة مع الإعلامي حميد عبد الله.

## رسالته إلى الخامنئي

محمد السيد محسن حين كان في ندوة للمعارضة في طهران، دعا فيها إلى الطلب من المرشد الأعلى للثورة الإسلامية أن يفرج عن الأسرى العراقيين

بسم الله الرحمن الرحيم، من محمد السيد محسن المواطن العراقي إلى علي خامنئي مرشد الجمهورية الإسلامية في إيران، السلام عليكم،
التقينا مرتين أولاهما أنت زرتني والأخرى أنا زرتك، ففي الأولى زرتني في جناح المجلس الأعلى الذي كنت أرأسه ضمن فعاليات معرض طهران للكتاب الدولي، وكنت جنابك يومها تتحدث معي بلهجة نجفية واضحة. أما الثانية فقد زرتك بمعية صديقي النحات العراقي منقذ الشريد، يومها ازداد إعجابي بكم حين تحدثت معنا عن قيمة التراث الموسيقي وضرورة الفن في الحياة، واهديتني شريط كاسيت فيه تجويد وترتيل للقرآن الكريم بصوتك. أكتب لك اليوم وأنا اجد بلدي نهباً من قبل دولتكم أيها المرشد، حيث استلم قادة إيرانيون زمام القرار في بلدي العراق، متخذين من المذهب الشيعي عنواناً، ومن رجالات تربوا في بلدكم ركيزة مهمة في الوصول إلى كل ما تودون الحصول عليه من بلادي. أود ان أناقش مع سماحتكم مسألة في غاية الأهمية، تتعلق برجال بلادي الذين تدعمونهم، الا تعتقد انهم وضعوا سمعتكم في موضع الاحراج وجعلوا من المذهب الذي تتصدى للدفاع عنه موضع سخرية التاريخ؟. إنهم ليسوا من أفضل رجال بلادي، كان بامكانكم استبدالهم بآخرين يستطيعون ان يبنوا نموذجا للشيعة أفضل بكثير من أولئك الذين وضعتم ثقتكم بهم، الا إذا كانت نيتكم الاعتماد على الفاشلين لجعل بلدي فاشلاً كي تتحقق مآرب قوتكم فلا يعود بلدي العراق منافساً لكم كما كان قبل احتلاله من قبل الامريكان. ألم يدر في خلد سماحتكم ان نموذج الدولة التي قادها رجال عراقيون يحسبهم التاريخ والعقيدة عليكم شئتم أم ابيتم، هو نموذج يحمل الكثير من العار سيلوث التاريخ بفساد هائل وفشل قيادة واضح وتدمير بلد كان من الممكن ان يستفيد من انتهاء حقبة دكتاتور أسلمه إلى محتل. سماحةَ السيد الخامنئي، إنها مخاطرة كبرى ان اكتب لكم عن بلدي وانا من الصحفيين الذين اعتز كثيرا بانتمائي للعراق، وفي ذات اللحظة اخشى كثيرا على أبناء بلدي وارى انهم يقتلون على يد رجال يتبعونكم بالتقليد والفتوى.
اكتب اليكم لاني وبعد ١٦ عاماً أرى بلادي بدون إرادة لان إرادة القرار انتم تمسكون بتلابيبها من خلال رجالكم العراقيين الذين يقودون بلادي باوامر منكم، وفتاوى منكم، وتوصيات منكم، وضغط ربما منكم. لذلك تراني اقر واعترف بعدم قدرة شعبي على الوقوف بوجه من تدعمونهم لانهم لا يكترثون لابناء بلدي وان قتلوا جميعاً، فالمهم عندهم ان يبقوا على سدّة القرار بمحاولة ارضائكم. أعتقد ان المرحلة الحالية التي يمر بها بلدي وبعد تقديم رئيس مجلس الوزراء استقالته، هي مرحلة مثالية لطلبي الغريب من سماحتكم ان تغيروا قليلاً من معايير اللعبة في بلادي وان تختاروا لقيادة بلدي هذه المرة رجلاً لا ينتمي إلى الأحزاب التي كنتم سابقاً تدعمونها انها مناسبة مهمة في ان تتعاملوا مع العقل العراقي بدون خبث السياسة، اعلم أيها المرشد ان العراق القوي لن يكون أداة إضعاف لإيران مطلقاً، أدعو سماحتكم صادقاً ان تقرأ رسالتي بتمعن وبينة ووسع صدر، فقد فقدنا شبابًا بعمر الورود، قتلهم من تدعمونهم في بلادي لا لشيء سوى انهم بحثوا عن وطن وكرامة. أدعوكم صادقاً ان تتخلوا عن أولئك الذين دعمتموهم طيلة السنوات الماضية من أبناء بلدي، فقد نجحوا في التمزق والتقرب إليكم بيد انهم اساءوا إلى العراق وشعبه بشكل كبير، تقبل احترامي، محمد السيد محسن، مواطن عراقي، غرة الثالث من ربيع الثاني 1441 للهجرة النبوية، الأول من كانون الأول 2019.

## وصلات خارجية
- السيد محسن: لا أبواب لبيوت البصرة فهي مشرعة للضيوف
- شهادات خاصة، روى فيها محمد السيد محسن قصة الأسر: الجزء الأول، والثاني، والثالث